# Émile Dusart
Pour les articles homonymes, voir Dusart.
Émile Dusart (1896–1918) est un footballeur français au poste d'intérieur gauche.

## Carrière
Émile Dusart évolue au Racing Club de Roubaix aux côtés de Raymond Dubly lorsqu'il connaît sa première et unique sélection en équipe de France de football. Il affronte le 31 mai 1914 lors d'un match amical l'équipe de Hongrie de football. Les Français s'inclinent sur le score de cinq buts à un.
Incorporé à Saint-Cyr puis sous-lieutenant du 365e régiment d'infanterie lors de la Première Guerre mondiale, il meurt le 6 janvier 1918, dans l'ambulance qui le mène à l'hôpital de Sainte-Menehould après une blessure au combat survenue le 2 janvier,. En juin 1919 en l'église Saint-Martin, son ancien club de Roubaix fait célébrer une messe à son honneur et celui des sociétaires roubaisiens morts au front.